# Salknappen (kulle i Antarktis, lat -72,32, long 1,05)
Salknappen är en kulle i Antarktis. Den ligger i Östantarktis. Norge gör anspråk på området. Toppen på Salknappen är 2 040 meter över havet, eller 250 meter över den omgivande terrängen. Bredden vid basen är 3,1 km.
Terrängen runt Salknappen är varierad. Trakten är obefolkad. Det finns inga samhällen i närheten. 